# Dolni Bogrov, Sofia-capitala
Dolni Bogrov (în bulgară Долни Богров) este un sat în comuna Stolicina, regiunea Sofia-capitala,  Bulgaria. 

## Demografie
Componența etnică a satului Dolni Bogrov
     Bulgari (84,54%)
     Nicio identificare (15,45%)
     Altele (0%)
La recensământul din 2011, populația satului Dolni Bogrov era de 1.281 locuitori. Din punct de vedere etnic, majoritatea locuitorilor (84,54%) erau bulgari. Pentru 15,45% din locuitori nu este cunoscută apartenența etnică.